# Heilig Hart van Jezuskerk (Geleen)
De Heilig Hart van Jezuskerk (ook: Paterskerk) is een voormalig rooms-katholiek kerkgebouw aan Rijksweg-Noord 33 te Geleen.

## Geschiedenis
De kerk behoorde oorspronkelijk toe aan het klooster der Ongeschoeide karmelieten. Dezen vestigden zich hier in 1875, toen ze een kluis met kapel kochten die enkele jaren daarvoor was gebouwd. Deze paters waren, vanwege de Kulturkampf, uit Duitsland verdreven. In 1879 werd de kloosterkerk gebouwd en deze werd vergroot in 1904. De huidige kerk, ontworpen door Pierre Schols, werd gebouwd in 1935 als kloosterkerk. In 1954 werd het een rectoraatskerk, welke in 1982 verheven werd tot parochiekerk. Het klooster met bijbehorende kapel werd in 1967 gesloopt.
Einde 1999 werd de laatste kerkdienst gehouden en werd het gebouw onttrokken aan de eredienst en verkocht aan een woningcorporatie. Het gebouw stond daarna jarenlang leeg, maar in 2014 werd besloten het gebouw als medisch centrum in te richten.

## Gebouw
Het betreft een bakstenen kruisbasiliek in traditionalistische stijl, waarbij de zware steunberen opvallen. Het enigszins verhoogde koor is voorzien van een bakstenen dakruitertje in de vorm van een klein torentje. René Smeets en Jacques Verheyen vervaardigden de glas-in-loodramen. De kruiswegstaties, vervaardigd door Piet Berghs, werden na 1999 overgeplaatst naar de Sint-Judocuskerk te Sint Joost.
De kerk is geklasseerd als Rijksmonument.